# 新彼得里夫斯凱 (尼古拉耶夫區)
47°12′35″N 31°48′25″E / 47.20972°N 31.80694°E
新彼得里夫斯凱（烏克蘭語：Новопетрівське）是烏克蘭南部的村莊，由尼古拉耶夫州尼古拉耶夫區的康斯坦丁尼夫卡市鎮負責管轄。該村始建於1590年，面積4.6平方公里，海拔高度29米，2001年人口2,369，人口密度每平方公里515人。